# District de Chemonaikha
Le district de Chemonaikha (en kazakh : Шемонаиха ауданы) est un district de l'oblys d'Abay (intégré avant 2022 au Kazakhstan-Oriental), situé à l’est du Kazakhstan.

## Géographie
Le centre administratif du district est la ville de Zyrianovsk.

## Démographie
Le district a une population estimée de 46 409 habitants en 2013.